# Российская империя. Проект Леонида Парфёнова
«Росси́йская импе́рия. Проект Леони́да Парфёнова» — исторический документальный сериал производства телекомпании НТВ, в котором представлен современный взгляд на историю российского государства с 1697 по 1917 год. Автор и ведущий сериала — Леонид Парфёнов.

## О цикле
Идея исторического документального проекта у Парфёнова возникла ещё в конце 1990-х годов. Работы над первыми сериями велись ещё с 1999 года. Изначально первую серию хотели показать в сентябре 2000 года, но произошедший 27 августа сильный пожар на Останкинской телебашне, в ходе которого на неделю прекратилось вещание всех центральных каналов, скорректировал планы телеканала.
Первая серия фильма вышла в эфир НТВ 5 ноября 2000 года, а последняя, 16-я — 31 мая 2003 года. Цикл был приурочен к 300-летию основания Российской империи и к 300-летию со дня основания Санкт-Петербурга. Сериал был впоследствии издан на DVD и VHS. Повтор цикла демонстрировался на НТВ с 17 июля по 29 августа 2004 года в ночной сетке вещания субботы и воскресенья, спустя месяц после увольнения автора и ведущего передачи из телекомпании.
Каждая из 16 частей посвящена периоду правления одного или нескольких монархов от Петра I до Николая II. За время работы над циклом съёмочная группа побывала в 65 городах. Дольше всего она останавливались в городах Германии, откуда происходят русские царицы. В цикле были показаны уникальные места, где прежде никогда не бывала телекамера: «от польской деревни на пути Петра Великого до крыши Эрмитажа». Авторы проекта сознательно отказались от формата «занудной исторической лекции» — через века и границы Парфёнов в свойственной ему манере дерзко обращается непосредственно к материалу, ставшему достоянием истории. Все исторические свидетельства за кадром озвучивали народная артистка России Алла Демидова и тележурналист Елизавета Листова.
Как и в других авторских проектах Леонида Парфёнова, в «Российской империи» широко используются современная на момент выхода компьютерная графика, а также спецэффекты, анимация и виртуальные географические карты.
Телесериал был положительно встречен многими зрителями. В частности, телекритик Арина Бородина отмечала, что проект можно отнести к числу ярких, потому что «ничего подобного и похожего по форме и по стилю ранее на телевидении не было».
Известно о том, что планировалось продолжение цикла под названием «Советская империя» и даже были отсняты некоторые сюжеты (так, одновременно с сюжетом о русско-шведской войне 1808—1809 годов был снят сюжет о советско-финской войне 1939—1940 годов), но в связи с изменившейся редакционной политикой канала НТВ и увольнением Леонида Парфёнова этот проект реализован никогда не был.

## Список частей
| Название                              | Краткое содержание серии | Дата выхода     |
| ------------------------------------- | --- | --------------- |
| «Пётр I» Часть 1                      | Детство Петра, Немецкая слобода. Великое посольство в Англии и в Голландии. Утро стрелецкой казни. Демидовские заводы и создание войска. Основание Санкт-Петербурга. | 5 ноября 2000   |
| «Пётр I» Часть 2                      | Полтавская битва и Прутский поход. Заговор царевича Алексея против Петра. Новый алфавит и новое летосчисление. Ассамблеи. Смерть императора и основание династической усыпальницы. | 6 ноября 2000   |
| «Анна Иоанновна и Елизавета Петровна» | Бирон, герцог Курляндский — единственный фаворит императрицы Анны. Ледяной дом — самая жестокая царская забава. Переворот Елизаветы. Основание Университета. Ломоносов. Маскарады при дворе. Самое пышное Барокко — Зимний и Екатерининский дворец Растрелли. Семилетняя война. Русские казаки в Берлине. | 7 ноября 2000   |
| «Екатерина II» Часть 1                | Происхождение принцессы Софьи-Фредерики-Августины, будущей Екатерины Великой, её приезд в Россию. Свержение с престола мужа — императора Петра III. Превращение дворянства в привилегированное сословие. История Салтычихи. Русско-турецкие войны, присоединение Крыма к России, штурм Измаила. Насаждение картошки в России. Екатерина — воспитательница внуков. Фавориты императрицы. Пугачёвский бунт. | 1 марта 2001    |
| «Екатерина II» Часть 2                | Катальная дорога — родоначальница луна-парков. Екатерина — конструктор первого комбинезона и первый друг Вольтера. Потёмкинские деревни — быль и небыль. Аляска — Русская Америка. Разделы Польши. Возникновение еврейского вопроса. Путешествие из Петербурга в Москву. Вольный город Одесса. Платоша Зубов — последняя любовь. | 2 марта 2001    |
| «Павел I»                             | Гатчинская муштра. Шаг почётного караула. Ящик жалоб и предложений. Три дня барщины. Павел — русский папа, мальтийский рыцарь, примиритель православных с католиками. Переход Суворова через Альпы — великий подвиг не для России. Императрица Мария Фёдоровна — немецкая матерь царей русских. Игральные карты для благотворительных нужд. Михайловский замок. Ночь убийства императора. Та самая зубовская табакерка, что по легенде проломила висок Павлу Первому.                                                                                 | 3 марта 2001    |
| «Александр I» Часть 1                 | Вступление на престол — «дней Александровых прекрасное начало». Участие России в антинаполеоновских коалициях; битва при Аустерлице; Тильзитский мир. Война со Швецией, присоединение Финляндии к России. Сперанский — «солнце русской бюрократии». Режим порто-франко в Одессе. Расцвет Российско-Американской компании — русские поселения на Аляске и в Калифорнии. | 13 июня 2001    |
| «Александр I» Часть 2                 | Отечественная война 1812 года. Бородинская битва, сдача Москвы, первые партизаны, переправа через Березину, изгнание Наполеона из России. Заграничный поход русской армии, разгром Наполеона, взятие Парижа и оккупация Франции. Священный союз монархов. Деятельность Аракчеева и военные поселения. Царство Польское. Начало Кавказской войны — самой долгой в истории империи. Село Яраг — столица газавата. Новый стиль империи — Русский ампир. Кризис царствования, болезнь и загадочная смерть Александра I; легенда о старце Фёдоре Кузьмиче. | 14 июня 2001    |
| «Николай I» Часть 1                   | Восстание декабристов, воцарение Николая I. Русская классика — Пушкин, Глинка, Брюллов. Русско-персидская война и убийство Грибоедова. Первые российские железные дороги. Всесильная русская бюрократия. Антироссийское восстание в Польше. | 3 сентября 2001 |
| «Николай I» Часть 2                   | Создание жандармерии — Третьего отделения Его Императорского Величества Канцелярии. Триада «православие, самодержавие, народность». Новый российский гимн «Боже, царя храни». Спор «западников» и «славянофилов». Кавказская война. Александр Герцен и его «Колокол». Подавление Венгерской революции. Официальная культура — скульптор Клодт, баснописец Крылов, архитектор Тон, художник Айвазовский. Крымская война. Севастопольская катастрофа. Крах николаевской России.                                                                         | 4 сентября 2001 |
| «Александр II» Часть 1                | Воспитание будущего императора. Окончание Кавказской войны. Отмена крепостного права и другие реформы. Подробности продажи Аляски. История создания журнала «Современник». Присоединение Средней Азии. Судебная и Военная реформы. Русский ситец как высшее достижение отечественной лёгкой промышленности. Василий Верещагин — художник протеста. | 10 июня 2002    |
| «Александр II» Часть 2                | Охота на царя — зарождение русского терроризма. Петербург Достоевского. Русско-турецкая война. Передвижники и «Могучая кучка». Роман с Екатериной Долгорукой. Убийство царя 1 марта 1881-го года террористами. | 11 июня 2002    |
| «Александр III»                       | Самый русский царь. Антилиберализм при Александре. Александр-миротворец. Экономический подъём при Александре. Земства, эпоха «малых дел». Железнодорожный бум в России, крушение царского поезда, строительство Транссиба. Художественные и музыкальные пристрастия Александра. Смерть в Ливадии. | 26 мая 2003     |
| «Николай II» Часть 1                  | Коронация, «ходынка». Любовь и женитьба на немецкой принцессе Алисе (императрица Александра Фёдоровна). Индустриализация и финансовая реформа — введение золотого червонца. Русско-японская война. Лев Толстой — зеркало русской революции. Ленин в Лондоне, второй съезд РСДРП. «Кровавое воскресенье», революция 1905 года. | 27 мая 2003     |
| «Николай II» Часть 2                  | Русский политический терроризм. Первая Государственная дума. Распутин. Столыпинские реформы. «Богостроительство и богоискательство». М. Горький и его партийная школа для рабочих на Капри. «Серебряный век» русской культуры — поэты-символисты, русский модерн, Русские сезоны в Париже. Убийство Столыпина, 1913 год — последний мирный год империи — расцвет экономики, 300 лет дому Романовых. Рост преступности, русская порнография. | 29 мая 2003     |
| «Николай II» Часть 3                  | Горький, Бунин, Шаляпин — «властители умов». Первая мировая война. Самсоновская катастрофа и Брусиловский прорыв. Убийство Распутина. Февральская революция. Ленин в Цюрихе. Отречение Николая II. Бессмертие имперской идеи. | 30 мая 2003     |